# Proyecto Adam
El proyecto Adam fue un plan propuesto por Wernher von Braun a principios de 1958 para una misión suborbital tripulada a bordo de un cohete Redstone del ejército de los Estados Unidos. El lanzamiento habría tenido lugar a finales de 1959 con un coste de menos de 12 millones de dólares, dos años antes y 30 veces más barato que la misión que finalmente llevó al primer estadounidense al espacio, la Mercury Redstone 3 del proyecto MISS perteneciente a la Fuerza Aérea de los Estados Unidos. El proyecto Adam fue tildado de 'espectáculo circense' (circus stunt) por el subadministrador de la entonces NACA, Hugh L. Dryden, y nunca llegó a realizarse.
El proyecto Adam fue denominado inicialmente Man Very High (hombre muy alto). La idea consistía en lanzar la góndola tripulada de un globo aerostático mediante un cohete Redstone en una trayectoria suborbital. El cohete sería lanzado desde Cabo Cañaveral a una altitud de 240 km, proporcionando seis minutos de gravedad cero para el pasajero, y acabaría amerizando en el océano y siendo recuperado por la Armada de los Estados Unidos a 250 km del punto de lanzamiento. Se realizarían estudios fisiológicos y psicológicos durante la fase de aceleración e ingravidez y se obtendrían conocimientos sobre el comportamiento humano durante el viaje en cohete, criterios de diseño de la cabina, técnicas de recuperación, procedimientos de escape de emergencia y técnicas de transmisión de datos.
La Fuerza Aérea vio en el Proyecto Adam un competidor de su proyecto MISS, por lo que no lo apoyó. La propuesta del proyecto fue enviada a ARPA el 13 de mayo de 1958 por el Secretario del Ejército como una propuesta exclusivamente del Ejército, consiguiendo unos fondos iniciales de sólo 4,75 millones de dólares.
La NACA también desaprobó el proyecto. Dryden testificó ante el Congreso de los Estados Unidos que 
tossing a man up in the air and letting him come back...is about the same technical value as the circus stunt of shooting a young lady from a cannon...
lanzar un hombre y dejar que vuelva a caer...tiene el mismo valor técnico que el espectáculo circense que disparar a una joven dama mediante un cañón...
El 11 de julio de 1958 Roy W. Johnson, director de ARPA, comunicó al Ejército que descartaban el proyecto Adam como una propuesta práctica. El Ejército acudió a la CIA, presentando el proyecto Adam como una "demostración nacional política y psicológica" necesaria en el contexto de la carrera espacial. El subsecretario de defensa Donald A. Quarles replicó que necesitaban estudios adicionales, dada la reciente creación de la NASA y las dudas sobre qué agencia debería llevar a cabo vuelos espaciales tripulados. El proyecto Adam no conseguiría los apoyos necesarios y nunca pasó de la fase de estudio.
Tras la creación de la NASA, Dryden dejó de considerar los vuelos suborbitales como demostraciones circenses al integrarlos como parte de los primeros vuelos del proyecto Mercury, vuelos que no tuvieron lugar hasta abril de 1961, después del primer vuelo tripulado soviético.